# NHL Lifetime Achievement Award
NHL Lifetime Achievement Award är en årlig utmärkelse som ges till en NHL-veteran som ett erkännande av deras bidrag till ligan. Priset delades ut första gången 2008 till Gordie Howe.

## Vinnare
| År        | Vinnare       | Lag                                | NHL career           |
| --------- | ------------- | ---------------------------------- | -------------------- |
| 2007/2008 | Gordie Howe   | Detroit Red Wings Hartford Whalers | 1946–1971; 1979–1980 |
| 2008/2009 | Jean Beliveau | Montreal Canadiens                 | 1950–1971            |